# Pretty Noose
Pretty Noose è un singolo del gruppo rock statunitense Soundgarden, pubblicato nel 1996 ed estratto dall'album Down on the Upside.
La canzone è stata scritta da Chris Cornell.

## Tracce
- CD Promozionale (US)

1. Pretty Noose – 4:12

- CD/7" Vinile (Europa)

1. Pretty Noose – 4:12
2. Jerry Garcia's Finger – 4:00

- CD (Europa)

1. Pretty Noose – 4:12
2. Applebite – 5:10
3. An Unkind – 2:08
4. Interview with Eleven's Alain and Natasha – 8:57

## Video
Il videoclip della canzone è stato diretto da Frank Kozik.